# Kristianias magiska tivoliteater
Kristianias magiska tivoliteater (norska: Kristiania magiske tivolitheater) är NRK:s julkalender från 2021. Serien är en musikalisk julkalender och är skapad av Atle Knudsen och Kjetil Indregard.
Serien består av 24 avsnitt på 20 minuter vardera. Även en internationell version i tolv delar med avsnitt på 40 minuter vardera är planerad.
Serien visades första gången julen 2021 på NRK Super och har även visats i SVT Play mellan 1 och 24 november 2022 och på Yle från och med 1 december 2022.

## Handling
Serien utspelar sig omkring 1909 och handlar om Luka, en fattig pojke från Vika. Han bor i närheten av Kristiana Tivoli, ungefär där Oslo rådhus ligger idag. Luka lär känna den magiska tivoliteatern när han söker fristad från mobbarna i Vikaparken. Där träffar han bland annat Gabriell, som är en tuff tjej och ledaren i flocken teaterbarn. Tillsammans måste de försöka rädda teatern från den rika och elaka överklasskvinnan Erle Butenschøn.
Ett genomgående tema i serien är förhållandet mellan överklassen och de sämre ställda i samhället.

## Rollista
- Lukas Langmyr Mabin – Luka
- Mehetable Natnæl Hailu – Gabrielle
- Andréa Othilie Helén Wilhelmsen-Grøtnes – Lobelia
- Peter Andreas Hjellnes Moseng – Knotten
- Mari Røise Frøyland – Tikken
- Adam Mamadou Bizokunda – Gorgon
- Elma Kolbeinsen – Constance
- Vegard Strand Eide – Werther
- Lena Kristin Ellingsen – Erle Butenschøn
- Sigrid Husjord – Johanna, teaterdirektören
- John Emil Jørgensrud – Hugo, Lukas pappa
- Selome Emnetu – Ariam, Gabrielles mamma
- Silje Nymoen – Pernilla Rubin, teaterdiva
- Fridtjov Såheim – Alfred
- Anne Krigsvoll – Elisabeth
- Mikkel Bratt Silset – konstapel Darre
- Ingvild Holthe Bygdnes – Tora
- Hermann Sabado – polisinspektör Bøchmann

### Sverigesvenska röster
- Oscar Svensson – Luka
- Melinda Sefane – Gabrielle
- Leah Nyström – Lobelia
- Elvis Ral Lustig – Knotten
- Jennifer Sherwood – Tikken
- Adil Backman – Gorgon
- Lilly Källstrand – Constance
- Edward Nyström – Werther
- Sofia Pekkari – Erle
- Peter Eggers – Gerhard
- Ellen Jelinek – Johanna
- David Krafft – Hugo
- Charlott Strandberg – Elizabeth
- Mia Hansson – Victoria
- Anna Sise – Ariam
- Sara Jangfeldt – Pernilla Rubin
- David Alvefjord – Alfred
- Lucas Krüger – Konstapel Darre
- Frida Linnell – Tora
- Joel Valois – polisinspektör Böckman
- Fredrik Lycke – Napoleon
- Emma Lewin Segelström – Matja
- John-Alexander Eriksson – Faber
- Ayla Kabaca – Edel
- Patrik Hont – Theo
- Meleah Myhrberg – Camilla
- Benjamin Lundell – Camillus
- Cecilia Wrangel – Susanna
- Martin Redhe-Nord – Fritz
- Tove Vahlne – Nicoline
- Vilhelm Blomgren – Alexander
- Zion Stadell – Jack
- Nikita Friberg – Billie
- Nikita Friberg – Vikapacket
- Malte Lessing – Vikapacket
- Melinda Sefane – Vikapacket
- Folke Myhr – Vikapacket
- Lucas Krüger – Thon
- Malte Lessing – Mondo
- Gabriella Ferrato – Rosa
- Ebba Irestad – Elvira
- Magnus Rongedal – Melvin
- Magnus Ehrner – Brokke
- Pablo Cepeda – Mads

- Översättning – Amanda Renberg
- Regissör och inspelningstekniker – Jörn Falk
- Sverigesvensk version producerad av Eurotroll AB för SVT International[8][9]

### Finlandssvenska röster
- Sophia Heikkilä – Erna
- Elton Hämäläinen – Lukas
- Erin Shakir – Gabriella
- Linn Sievers – Lobelia
- Isak Meriläinen – Knotten
- Jessica Raita – Johanna
- Lina Mattson – Constance
- Noa Paul – Gorgon
- Oskar Silén – Hugo
- Winston Hämäläinen – Werther
- Liisa Koto – Stickan
- Övriga roller – Aaro Wichmann, Antti Timonen, Cecilia Paul, Elmer Bäck, Emilia Nyman, Emma Klingenberg, Jonna Järnefelt, Kristofer Gummerus, Leo Koto, Matti Raita, Nina Hukkinen, Nina Palmgren, Pelle Heikkilä, Peter Kanerva, Pia Runnakko, Robert Kock, Siri Fogelholm
- Regissör – Marika Westerling-Timonen
- Översättare – Mirva Öhman
- Mix – John Strandskov
- Finlandssvensk version producerad av Iyuno[10]

## Produktion
Serien är producerad av Monster Scripted med en budget på 82 miljoner norska kronor och 10 miljoner norska kronor i stöd från Norska filminstitutet.
Rollsättningen av seriens större roller utlystes 12 februari 2020, där NRK Super sökte barn i åldern 7-14 år (födda 2005-2013).
Utomhusscenerna är i huvudsak inspelade i Gamlebyen i Fredrikstad, omkring Akershus fästning och på gatorna på Frogner. Utöver detta har det även spelats in scener i museer och sällskapsrum med tidsenlig interiör, som Bymuseet, Linderud gård, Solstua, Bogstad gård, Frysja konstcenter och Losby gods. Själva teatern är byggd i Filmparken på Jar i Bærum.

## Musik
Sebastian Zalo står bakom låten Magi, som är specialkomponerad för julkalendern.

## Priser och nomineringar
- Nominerad till Gullruten 2022 i kategorin bästa dramaserie[15]
- Nominerad till Gullruten 2022 i kategorin bästa foto för TV-drama till Odd Reinhardt Nicolaysen och Magnus Flåto[16]
- Nominerad till Gullruten 2022 i kategorin bästa produktionsdesign/scenografi till Merete Bostrøm
- Nominerad till Gullruten 2022 i kategorin bästa rekvisita till chefsrekvisitör Ranik Halle och hans team

## Scentolkning
Serien bearbetades till en teaterpjäs Kjetil Indregard och regisserades av Frede Gulbrandsen. Pjäsen hade urpremiär den 2 november 2023 på Oslo Nye Teater.